# 阿里耶卢尔
阿里耶卢尔（Ariyalur），是印度泰米尔纳德邦Ariyalur县的一个城镇。总人口27827（2001年）。

## 人口
该地2001年总人口27827人，其中男性14070人，女性13757人；0—6岁人口3296人，其中男1680人，女1616人；识字率72.71%，其中男性为79.47%，女性为65.79%。